# 수리남 전투
수리남 전투(영어: Battle of Suriname, 네덜란드어: Slag om Suriname, -戰鬪)는 1804년 5월 5일 영국이 남아메리카에 있는 네덜란드의 식민지인 수리남을 공격하여 점령한 전투이다. 이 전투의 결과로 새뮤얼 후드 경와 찰스 그린 경이 지휘하는 영국군 대대가 네덜란드 주둔군을 물리치고 수리남을 점령하는 데 성공하였다. 그 후 수리남은 한동안 영국의 지배 하에 있다가 나폴레옹 전쟁이 끝난 1816년 다시 네덜란드로 반환된다.

## 참고 문헌
- George Bruce (1981). Harbottle's Dictionary of Battles. Van Nostrand Reinhold, ISBN 0-442-22336-6.